# Falsobrium
Falsobrium is een kevergeslacht uit de familie van de boktorren (Cerambycidae). De wetenschappelijke naam van het geslacht werd voor het eerst geldig gepubliceerd in 1926 door Pic.

## Soorten
Falsobrium omvat de volgende soorten:
- Falsobrium annulicorne Pic, 1935
- Falsobrium apicale Pic, 1926
- Falsobrium minutum Pic, 1931
- Falsobrium nigrum Niisato, 1990